# نعيمة بوهاني
نعيمة بوهاني بن زيان من مواليد 23 أكتوبر 1985 بمدينة وهران ، هي لاعبة كرة قدم جزائرية، تلعب في خط الوسط.